# Picris canescens
Picris canescens là một loài thực vật có hoa trong họ Cúc. Loài này được (Steven) V.N.Vassil. miêu tả khoa học đầu tiên năm 1964.